# 芽菜坑村
芽菜坑村是一條位於香港港島東部且已消失的寮屋村落，位於寶馬山山麓上，毗鄰大坑蓮花宮對上一帶的木屋區羣之內，正確位置是現今雲景道近雲景台對上的山坡上。
芽菜坑村約於1950年代建立，當年居民開墾耕地，種菜為生，80年代，港府作改善計劃，1984年1月完成，當時有約180戶，千多名居民。

## 鄰近消失村落
- 譚公坑村（大坑村）
- 馬山村